# Сианский сельсовет
Сиа́нский сельсове́т — упразднённое сельское поселение и соответствующая административно-территориальная единица в Зейском районе Амурской области.
Административный центр — село Сиан.
5 июня 2019 года присоединён к Амуро-Балтийскому сельсовету.

## История
Сианский сельсовет образован Законом Амурской области от 02.02.2000 года № 209 «Об образовании сельсовета в Зейском районе» в связи с выделением территории сельсовета от Чалбачинского сельсовета.
31 октября 2005 года в соответствии с Законом Амурской области № 73-ОЗ муниципальное образование наделено статусом сельского поселения.

## Население
| 2002 | 2010 | 2011 | 2012 | 2013 | 2014 | 2015 |
| ---- | ---- | ---- | ---- | ---- | ---- | ---- |
| 203  | ↘95  | →95  | ↗100 | ↘87  | ↘76  | ↘68  |
| 2016 | 2017 | 2018 |      |      |      |      |
| ↗70  | ↘68  | ↘63  |      |      |      |      |

## Состав сельского поселения
| № | Населённый пункт | Тип населённого пункта       | Население |
| - | ---------------- | ---------------------------- | --------- |
| 1 | Сиан             | село, административный центр | ↘63       |